# Вуд, Джозеф

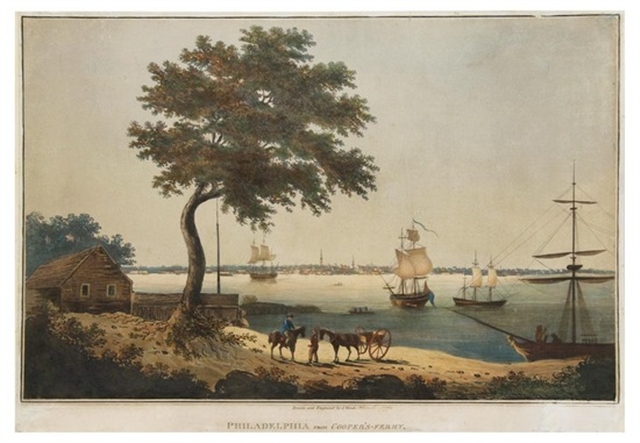
Джозеф Вуд. Philadelphia from Cooper’s Ferry

Джозеф Вуд (англ. Joseph Wood; 1778—1830) — американский художник, миниатюрист, мастер портретной живописи.
Джозеф Вуд приехал в Нью-Йорк в возрасте пятнадцати лет и устроился на работу помощником к мастеру по изготовлению серебряных изделий.
Учился, копируя миниатюрные портреты, которые были оставлены клиентами в магазине для окончательной обработки.
В 1813 Д. Вуд переехал в Филадельфию, а позже работал в Балтиморе и Вашингтоне (округ Колумбия), пользуясь успехом у клиентов за свои тщательно выполненные портреты.
Работал в технике акварели, масла и карандашом. Был известен своими профильными портретами.
При создании своих работ использовал популярное в начале XIX века устройство физионотрас (physiognotrace).